# Pelagonema papillatum
Pelagonema papillatum is een rondwormensoort uit de familie van de Oncholaimidae. De wetenschappelijke naam van de soort is voor het eerst geldig gepubliceerd in 1957 door Allgén.